# 삼당류

삼당류인 라피노스의 구조.

삼당류(三糖類, 영어: trisaccharide)는 3개의 단당류와 이들을 연결하는 2개의 글리코사이드 결합으로 구성된 올리고당류이다. 이당류와 유사하게 각각의 글리코사이드 결합은 구성 성분인 단당류 상의 임의의 하이드록시기 사이에서 형성될 수 있다. 3가지 구성 단당류가 모두 동일하더라도 서로 다른 결합 조합(위치선택성, regiochemistry)과 입체화학(α- 또는 β-)은 서로 다른 화학적 특성과 물리적 특성을 갖는 부분입체 이성질체인 삼당류들을 생성할 수 있다.

## 종류
| 삼당류           | 단위체 1 | 결합   | 단위체 2 | 결합   | 단위체 3 |
| ---------------- | -------- | ------ | -------- | ------ | -------- |
| 니제로트라이오스 | 포도당   | α(1→3) | 포도당   | α(1→3) | 포도당   |
| 말토트라이오스   | 포도당   | α(1→4) | 포도당   | α(1→4) | 포도당   |
| 멜레치토스       | 포도당   | α(1→2) | 과당     | α(1→3) | 포도당   |
| 말토트라이울로스 | 포도당   | α(1→4) | 포도당   | α(1→4) | 과당     |
| 라피노스         | 갈락토스 | α(1→6) | 포도당   | β(1→2) | 과당     |
| 케스토스         | 포도당   | α(1↔2) | 과당     | β(1←2) | 과당     |

## 같이 보기
- 단당류
- 이당류
- 다당류

## 참고 문헌
1. Lehninger Principles of Biochemistry by Albert L. Lehninger, David L. Nelson, and Michael M. Cox.
2. Biochemistry by Lubert Stryer.